# 斯圖貝魯德山
斯圖貝魯德山，是南極洲的山峰，位於阿蒙森海岸，處於貝克峰東南面3.7公里的尼爾森高原北部，海拔高度2,970米，美國地質調查局根據測量和美國海軍拍攝的空中照片繪入地圖，現時由南極條約體系管理。